# Economia Iordaniei

## Agricultura
Partea de est a Iordaniei este în cea mai mare parte deșert iar partea sudică este semiaridă. Doar 4% din suprafața țării este teren arabil și 8% sunt pașuni. Agricultura este importantă, ocupând 20% din populație. Se cultivă în principal roșii, măsline, tutun, citrice si grâu. Există peste 1 milion de oi, 450.000 de capre, 330.000 de vite și 140.000 de cămile. Unele dintre aceste animale sunt și acum crescute de beduini. Eroziunea solului este o problemă și există puține zone irigate. Cel mai bun teren pentru fructe și legume se află în Valea Iordanului și dealurile din jur. }n regiunea deșertică de sud există mai multe ferme mari, care utilizează apa pompată din acvifere adânci. Pescuitul pe râurile Iordan si Yamuk și în Golful Aqaba, este o altă sursă de hrană. 

## Industria
Marile industrii din Iordania sunt asociate cu fosfați, potasuri, rafinarea petrolului și ciment, dar există și industrii prelucrătoare ușoare. Rafinaria de la Zaraqa satisface cererea locală de petrol și energie electrică. Altă centrală electrică importanta este la Amman și 99% din electricitate se obține din energia termică. S-au dezvoltat multe industrii mici - fructe si legume conservate, țigarete, ulei de măsline și săpun. Industria turistică este în dezvoltare. Sunt planificate noi stațiuni de coastă la Aqaba pe granita cu Israelul.

## Mineritul
Fosfații sunt cele mai importante minerale și produse exportate. Peste 4 milioane de tone se extrag anual. Al doilea minereu important este potasiul din Marea Moartă ( peste 1 milion de tone). Există zăcăminte mici de minereuri de fier, nichel și plumb. De asemenea se explotează puțină marmură și argilă. Petrolul importat prin conductă din Arabia Saudita, este rafinat la Zaraqa. Gazele naturale sunt exploatate din 1989 în partea de nord-est a țării și sunt utilizate în termocentrale.